# ملانی گلوریا
 ملانی گلوریا (انگلیسی: Mélanie Gloria؛ زاده ۱۹ ژوئن ۱۹۸۷) یک تنیس‌باز اهل کانادا است. 